# Alice Levine
Alice Levine (Beeston (Nottinghamshire), 8 juli 1986) is een Engelse radio- en televisiepresentatrice en vertelster.

## Jeugd en opleiding
Levine studeerde Engels aan de Universiteit van Leeds, waar ze Jamie Morton en James Cooper ontmoette, haar collega's bij de podcast My Dad Wrote a Porno. Ze speelde een actieve rol bij Leeds Student Television, de tv-zender van de universiteit.